# 1987년 일본 프로 야구 올스타전
1987년 일본 프로 야구 올스타전은 1987년 7월 25일과 7월 26일, 7월 28일에 열린 일본 프로 야구의 올스타전 경기이다.

## 개요
전년도 일본 시리즈 정상에 오른 세이부 라이온스의 모리 마사아키 감독이 퍼시픽 리그 올스타팀을 이끌었고 감독 부임 첫 해에 센트럴 리그 우승을 차지한 히로시마 도요 카프의 아난 준로 감독이 센트럴 리그 올스타팀의 지휘를 맡았다. 이 해의 올스타전에서는 기요하라 가즈히로(세이부)와 구와타 마스미(요미우리)의 일명 ‘K·K대결’이 처음으로 성사됐다.
1차전에서는 한큐의 간판 베테랑 투수인 야마다 히사시가 퍼시픽 올스타팀의 3번째 투수로서 등판하여 올스타전 사상 최다 기록인 7승을 올렸다. 2차전에서는 센트럴 올스타팀이 3회까지 3점을 앞서 나갔으나 퍼시픽 올스타팀이 조금씩 득점을 올리다가 최종적으로는 8대 3으로 승리했다. 그리고 최종전인 3차전에서는 구와타가 센트럴 올스타팀의 선발 투수로 올스타전에 등장해서 ‘K·K’의 직접 맞대결이 이뤄졌다. 마침 무대도 이들 두 사람이 PL가쿠엔 고등학교 시절에 활약했던 한신 고시엔 구장이었던 터라 분위기는 한층 더 고조됐다. 1회초 1사 1루, 구와타가 던진 1구째를 기요하라가 좌측 관중석으로 떨어지는 홈런을 날리면서 K·K대결 제1 라운드의 승리는 기요하라 쪽으로 기울었다. 또한 기요하라·구와타는 3개월 후인 일본 시리즈에서도 맞대결을 했다.
야마다 히사시, 후쿠모토 유타카(이상 한큐), 히가시오 오사무(세이부) 등이 30대 후반으로 접어들면서 이듬해인 1988년에 연달아 은퇴했다. 이 해가 올스타전 출전에 있어서의 마지막 연도가 됐다.

## 출장 선수
| 센트럴 리그 | 센트럴 리그         | 센트럴 리그 | 센트럴 리그 |
| ----------- | ------------------- | ----------- | ----------- |
| 감독        | 아난 준로           | 히로시마    |             |
| 코치        | 오 사다하루         | 요미우리    |             |
| 코치        | 요시다 요시오       | 한신        |             |
| 투수        | 구와타 마스미       | 요미우리    | 첫 출장     |
| 투수        | 가토리 요시타카     | 요미우리    | 첫 출장     |
| 투수        | 에가와 스구루       | 요미우리    | 8           |
| 투수        | 쓰다 쓰네미         | 히로시마    | 3           |
| 투수        | 오노 유타카         | 히로시마    | 5           |
| 투수        | 가와구치 가즈히사   | 히로시마    | 3           |
| 투수        | 나카니시 기요오키   | 한신        | 첫 출장     |
| 투수        | 사이토 아키오       | 다이요      | 6           |
| 투수        | 니우라 히사오       | 다이요      | 5           |
| 투수        | 고마쓰 다쓰오       | 주니치      | 3           |
| 투수        | 스기모토 다다시     | 주니치      | 3           |
| 투수        | 스즈키 다카마사     | 주니치      | 7           |
| 포수        | 야마쿠라 가즈히로   | 요미우리    | 7           |
| 포수        | 다쓰카와 미쓰오     | 히로시마    | 3           |
| 포수        | 야에가시 유키오     | 야쿠르트    | 3           |
| 1루수       | B. 호너             | 야쿠르트    | 첫 출장     |
| 2루수       | 시노즈카 도시오     | 요미우리    | 6           |
| 3루수       | 하라 다쓰노리       | 요미우리    | 7           |
| 유격수      | 우노 마사루         | 주니치      | 첫 출장     |
| 내야수      | 오치아이 히로미쓰   | 주니치      | 7           |
| 내야수      | 기누가사 사치오     | 히로시마    | 13          |
| 내야수      | 쇼다 고조           | 히로시마    | 첫 출장     |
| 내야수      | 고바야카와 다케히코 | 히로시마    | 2           |
| 내야수      | R. 바스             | 한신        | 4           |
| 내야수      | 게리 R.▲            | 주니치      | 첫 출장     |
| 외야수      | 마쓰모토 다다시     | 요미우리    | 6           |
| 외야수      | 요시무라 사다아키   | 요미우리    | 2           |
| 외야수      | 히로사와 가쓰미     | 야쿠르트    | 첫 출장     |
| 외야수      | 야마사키 류조       | 히로시마    | 2           |
| 외야수      | 마유미 아키노부     | 한신        | 7           |
| 외야수      | 야시키 가나메       | 다이요      | 첫 출장     |

| 퍼시픽 리그 | 퍼시픽 리그       | 퍼시픽 리그 | 퍼시픽 리그 |
| ----------- | ----------------- | ----------- | ----------- |
| 감독        | 모리 마사아키     | 세이부      |             |
| 코치        | 오카모토 이사미   | 긴테쓰      |             |
| 코치        | 우에다 도시하루   | 한큐        |             |
| 투수        | 구도 기미야스     | 세이부      | 2           |
| 투수        | 히가시오 오사무   | 세이부      | 10          |
| 투수        | 아와노 히데유키   | 긴테쓰      | 첫 출장     |
| 투수        | 오노 가즈요시     | 긴테쓰      | 2           |
| 투수        | 야마오키 유키히코 | 한큐        | 첫 출장     |
| 투수        | 야마다 히사시     | 한큐        | 15          |
| 투수        | 호시노 노부유키   | 한큐        | 첫 출장     |
| 투수        | 우시지마 가즈히코 | 롯데        | 3           |
| 투수        | 마쓰우라 히로아키 | 닛폰햄      | 첫 출장     |
| 투수        | 야마우치 가즈히로 | 난카이      | 3           |
| 투수        | 후지모토 슈지     | 난카이      | 첫 출장     |
| 포수        | 이토 쓰토무       | 세이부      | 4           |
| 포수        | 야마시타 가즈히코 | 긴테쓰      | 첫 출장     |
| 포수        | 다무라 후지오     | 닛폰햄      | 2           |
| 1루수       | 기요하라 가즈히로 | 세이부      | 2           |
| 2루수       | 오이시 다이지로   | 긴테쓰      | 6           |
| 3루수       | 이시게 히로미치   | 세이부      | 7           |
| 유격수      | 무라카미 다카유키 | 긴테쓰      | 첫 출장     |
| 내야수      | R. 데이비스       | 긴테쓰      | 첫 출장     |
| 내야수      | 니시무라 노리후미 | 롯데        | 2           |
| 내야수      | 시라이 가즈유키   | 닛폰햄      | 첫 출장     |
| 외야수      | 아키야마 고지     | 세이부      | 3           |
| 외야수      | 가나모리 에이지   | 세이부      | 3           |
| 외야수      | 요시타케 하루키   | 세이부      | 첫 출장     |
| 외야수      | 아라이 히로마사   | 긴테쓰      | 첫 출장     |
| 외야수      | 후쿠모토 유타카   | 한큐        | 17          |
| 외야수      | 이시미네 가즈히코 | 한큐        | 2           |
| 외야수      | 다카자와 히데아키 | 롯데        | 3           |
| 외야수      | T. 브루어         | 닛폰햄      | 첫 출장     |
| 외야수      | 가도타 히로미쓰   | 난카이      | 10          |

- 굵은 글씨는 팬 투표로 선출된 선수, ▲는 출장 사퇴 선수 발생에 의한 보충 선수.

## 올스타전 경기 결과

### 1차전

#### 스코어
| 팀 | 1 | 2 | 3 | 4 | 5 | 6 | 7 | 8 | 9 | R | H  | E |
| 센트럴 | 2 | 0 | 1 | 0 | 0 | 0 | 1 | 0 | 0 | 4 | 9  | 0 |
| 퍼시픽 | 0 | 1 | 1 | 0 | 0 | 5 | 0 | 0 | X | 7 | 13 | 0 |
| 승리 투수: 야마다 히사시(한큐) 패전 투수: 고마쓰 다쓰오(주니치) 세이브: 우시지마 가즈히코(롯데) 홈런: 센트럴 – 하라 다쓰노리(요미우리·1회 2점) 퍼시픽 – 이시게 히로미치(세이부·3회 1점), 다카자와 히데아키(롯데·6회 3점) |   |   |   |   |   |   |   |   |   |   |    |   |

#### 출장 선수
| 센트럴 | 센트럴 | 센트럴            |
| 타순   | 수비   | 선수              |
| ------ | ------ | ----------------- |
| 1      | (중)   | 야마사키 류조     |
| 2      | (二)   | 시노즈카 도시오   |
| 3      | (三)   | 하라 다쓰노리     |
| 4      | (一)   | 오치아이 히로미쓰 |
| 5      | (좌)   | 게리 R.           |
| 6      | (우)   | 요시무라 사다아키 |
| 7      | (유)   | 우노 마사루       |
| 8      | (포)   | 다쓰카와 미쓰오   |
| 9      | (투)   | 오노 유타카       |

| 퍼시픽 | 퍼시픽 | 퍼시픽            |
| 타순   | 수비   | 선수              |
| ------ | ------ | ----------------- |
| 1      | (유)   | 이시게 히로미치   |
| 2      | (二)   | 오이시 다이지로   |
| 3      | (우)   | T. 브루어         |
| 4      | (좌)   | 이시미네 가즈히코 |
| 5      | (三)   | 아키야마 고지     |
| 6      | (一)   | 기요하라 가즈히로 |
| 7      | (중)   | 다카자와 히데아키 |
| 8      | (포)   | 이토 쓰토무       |
| 9      | (투)   | 호시노 노부유키   |

#### 수상 선수
MVP
- 다카자와 히데아키(롯데)

### 2차전

#### 스코어
| 팀 | 1 | 2 | 3 | 4 | 5 | 6 | 7 | 8 | 9 | R | H  | E |
| 퍼시픽 | 0 | 0 | 0 | 2 | 1 | 0 | 3 | 0 | 2 | 8 | 13 | 1 |
| 센트럴 | 2 | 0 | 1 | 0 | 0 | 0 | 0 | 0 | 0 | 3 | 4  | 1 |
| 승리 투수: 오노 가즈요시(긴테쓰) 패전 투수: 스기모토 다다시(주니치) 세이브: 마쓰우라 히로아키(닛폰햄) 홈런: 퍼시픽 – 오이시 다이지로(긴테쓰·5회 1점), 이시게 히로미치(세이부·7회 3점) 센트럴 – 랜디 바스(한신·1회 2점) |   |   |   |   |   |   |   |   |   |   |    |   |

#### 출장 선수
| 퍼시픽 | 퍼시픽 | 퍼시픽            |
| 타순   | 수비   | 선수              |
| ------ | ------ | ----------------- |
| 1      | (유)   | 이시게 히로미치   |
| 2      | (중)   | 아라이 히로마사   |
| 3      | (우)   | 가도타 히로미쓰   |
| 4      | (좌)   | 이시미네 가즈히코 |
| 5      | (一)   | R. 데이비스       |
| 6      | (三)   | 기요하라 가즈히로 |
| 7      | (二)   | 시라이 가즈유키   |
| 8      | (포)   | 이토 쓰토무       |
| 9      | (투)   | 구도 기미야스     |

| 센트럴 | 센트럴 | 센트럴            |
| 타순   | 수비   | 선수              |
| ------ | ------ | ----------------- |
| 1      | (중)   | 야시키 가나메     |
| 2      | (二)   | 쇼다 고조         |
| 3      | (一)   | R. 바스           |
| 4      | (三)   | 하라 다쓰노리     |
| 5      | (우)   | 게리 R.           |
| 6      | (유)   | 우노 마사루       |
| 7      | (좌)   | 마쓰모토 다다시   |
| 8      | (포)   | 야마쿠라 가즈히로 |
| 9      | (투)   | 에가와 스구루     |

#### 수상 선수
MVP
- 이시게 히로미치(세이부)

### 3차전

#### 스코어
| 팀 | 1 | 2 | 3 | 4 | 5 | 6 | 7 | 8 | 9 | R | H  | E |
| 퍼시픽 | 3 | 0 | 0 | 0 | 1 | 1 | 4 | 0 | 0 | 9 | 17 | 0 |
| 센트럴 | 2 | 0 | 0 | 0 | 0 | 0 | 2 | 3 | 0 | 7 | 16 | 0 |
| 승리 투수: 아와노 히데유키(긴테쓰) 패전 투수: 구와타 마스미(요미우리) 세이브: 우시지마 가즈히코(롯데) 홈런: 퍼시픽 – 기요하라 가즈히로(세이부·1회 2점), 무라카미 다카유키(긴테쓰·6회 1점, 7회 2점), 리처드 데이비스(긴테쓰·7회 1점), 이시미네 가즈히코(한큐·7회 1점) 센트럴 – 고바야카와 다케히코(히로시마·7회 2점), 랜디 바스(한신·8회 1점), 기누가사 사치오(히로시마·8회 1점) |   |   |   |   |   |   |   |   |   |   |    |   |

#### 출장 선수
| 퍼시픽 | 퍼시픽 | 퍼시픽            |
| 타순   | 수비   | 선수              |
| ------ | ------ | ----------------- |
| 1      | (유)   | 이시게 히로미치   |
| 2      | (중)   | 후쿠모토 유타카   |
| 3      | (三)   | 기요하라 가즈히로 |
| 4      | (一)   | R. 데이비스       |
| 5      | (좌)   | 이시미네 가즈히코 |
| 6      | (우)   | 가도타 히로미쓰   |
| 7      | (二)   | 니시무라 노리후미 |
| 8      | (포)   | 야마시타 가즈히코 |
| 9      | (투)   | 아와노 히데유키   |

| 센트럴 | 센트럴 | 센트럴            |
| 타순   | 수비   | 선수              |
| ------ | ------ | ----------------- |
| 1      | (우)   | 마유미 아키노부   |
| 2      | (二)   | 시노즈카 도시오   |
| 3      | (三)   | 오치아이 히로미쓰 |
| 4      | (一)   | R. 바스           |
| 5      | (유)   | 하라 다쓰노리     |
| 6      | (좌)   | 히로사와 가쓰미   |
| 7      | (중)   | 야마사키 류조     |
| 8      | (포)   | 야마쿠라 가즈히로 |
| 9      | (투)   | 구와타 마스미     |

#### 수상 선수
MVP
- 기요하라 가즈히로(세이부)

## 같이 보기
- 일본 야구 기구
- 일본 프로 야구 올스타전